# Coppa Italia 1959/60

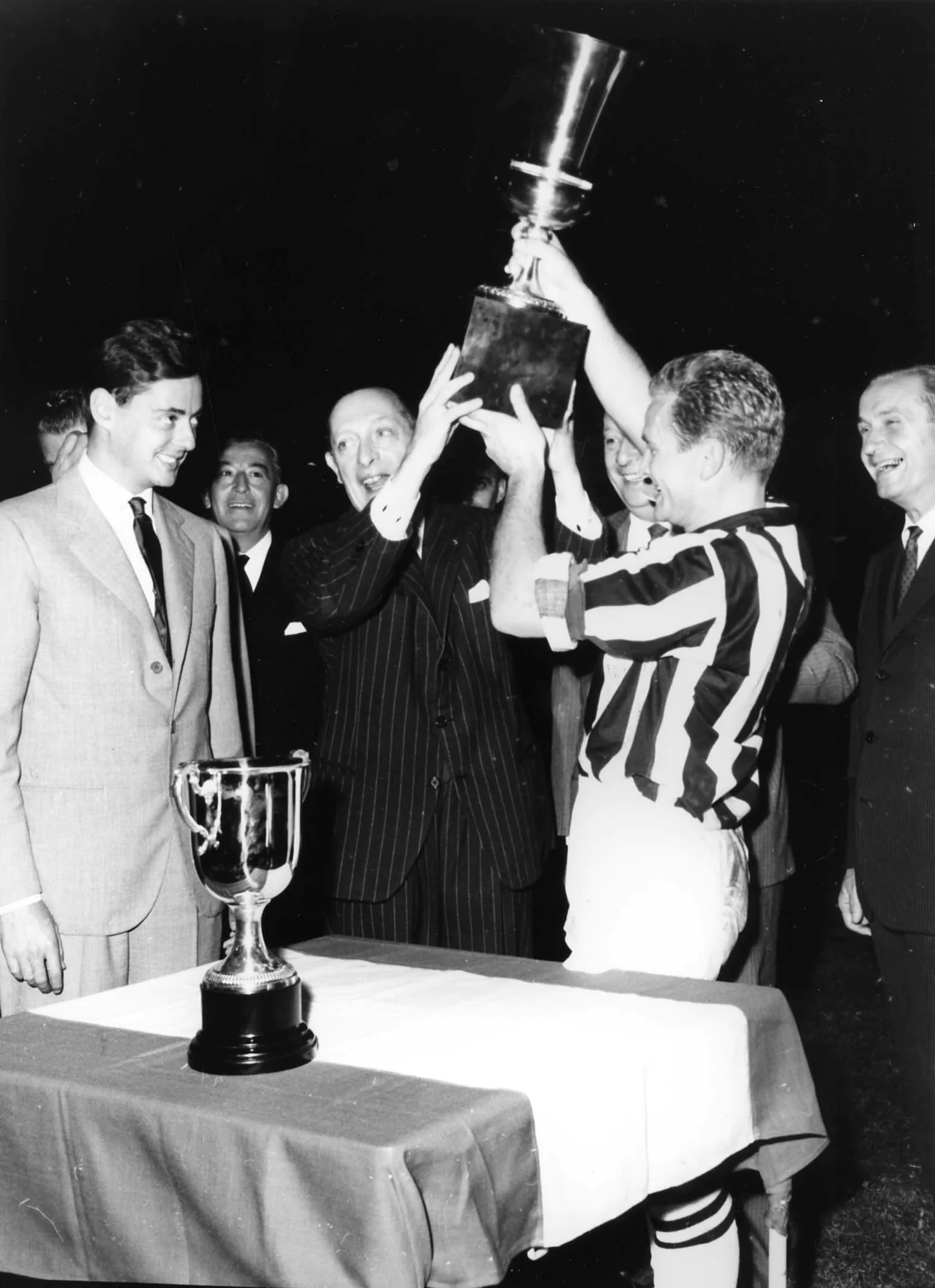
Giampiero Boniperti (r.), Mannschaftskapitän des Pokalsiegers Juventus Turin, nimmt die Trophäe in Empfang

Die Coppa Italia 1959/60, den Fußball-Pokalwettbewerb für Vereinsmannschaften in Italien der Saison 1959/60, gewann Juventus Turin. Die Alte Dame setzte sich im Endspiel gegen den AC Florenz durch und konnte die Coppa Italia zum vierten Mal gewinnen. Mit 3:2 nach Verlängerung gewann die Mannschaft von Trainer Carlo Parola und konnte damit seinen Triumph aus dem Vorjahr wiederholen, als man sich im Endspiel gegen Inter Mailand durchgesetzt hatte.
Da Juventus Turin in der Saison 1959/60 auch italienischer Meister wurde, qualifizierte sich mit dem AC Florenz der unterlegene Pokalfinalist für den Europapokal der Pokalsieger des folgenden Jahres, im Übrigen die erste Austragung dieses Wettbewerbs. Die Fiorentina drang im Europacup der Pokalsieger bis ins Finale vor, besiegte dort auch noch die Glasgow Rangers und holte sich damit als erster Verein die Trophäe des Europapokals der Pokalsieger.

## 1. Runde
|                   | Ergebnis              |                   |
| ----------------- | --------------------- | ----------------- |
| AC Como           | 2:1 n. V.             | AC Lecco          |
| FC Messina        | 1:0                   | US Catanzaro      |
| Udinese Calcio    | 3:2 n. V.             | US Triestina      |
| AC Brescia        | 2:2 n. V. (2:4 i. E.) | FC Modena         |
| Lanerossi Vicenza | 1:0 n. V.             | Marzotto Valdagno |
| AC Parma          | 1:5                   | SPAL Ferrara      |
| AS Bari           | 3:1                   | AS Taranto        |
| AC Neapel         | 4:0                   | US Sambenedettese |
| AS Rom            | 4:0                   | US Cagliari       |
| AC Padova         | 3:2 n. V.             | Hellas Verona     |
| Sampdoria Genua   | 1:0                   | AS Novara         |
| AC Reggiana       | 3:2 n. V.             | Ozo Mantova       |
| Simmenthal Monza  | 0:1                   | US Alessandria    |
| US Palermo        | 2:0                   | CC Catania        |

## 2. Runde
|                  | Ergebnis  |                   |
| ---------------- | --------- | ----------------- |
| AC Padova        | 3:2       | Udinese Calcio    |
| SPAL Ferrara     | 1:0       | Lanerossi Vicenza |
| AC Reggiana      | 2:1       | FC Modena         |
| Atalanta Bergamo | 5:0       | US Alessandria    |
| AS Rom           | 0:2       | Sampdoria Genua   |
| AC Neapel        | 1:0       | AS Bari           |
| US Palermo       | 1:0       | FC Messina        |
| AC Mailand       | 0:1 n. V. | AC Como           |

## Achtelfinale
|                  | Ergebnis  |                 |
| ---------------- | --------- | --------------- |
| Atalanta Bergamo | 2:0       | CFC Genua       |
| AC Padova        | 0:2       | AC Turin        |
| AC Venedig       | 2:1       | SPAL Ferrara    |
| AC Florenz       | 2:0       | AC Como         |
| Juventus Turin   | 5:4 n. V. | Sampdoria Genua |
| FC Bologna       | 1:0       | AC Neapel       |
| Lazio Rom        | 2:1 n. V. | US Palermo      |
| Inter Mailand    | 5:2       | AC Reggiana     |

## Viertelfinale
|                  | Ergebnis     |                |
| ---------------- | ------------ | -------------- |
| Atalanta Bergamo | 2:2 n. V.(M) | Juventus Turin |
| AC Florenz       | 2:1          | Inter Mailand  |
| AC Turin         | 1:0          | AC Venedig     |
| FC Bologna       | 2:3 n. V.    | Lazio Rom      |

## Halbfinale
|                | Ergebnis |           |
| -------------- | -------- | --------- |
| Juventus Turin | 3:0      | Lazio Rom |
| AC Florenz     | 5:3      | AC Turin  |

## Spiel um Platz drei
|           | Ergebnis |          |
| --------- | -------- | -------- |
| Lazio Rom | 2:1      | AC Turin |

## Finale
| Juventus Turin                                  | Juventus Turin | AC Florenz | AC Florenz |
| ----------------------------------------------- | --- | --- | ---------- |
| Juventus Turin                                  | \| Finale \| \| 18. September 1960 in Mailand (Stadio San Siro) \| \| Ergebnis: 3:2 n. V. (2:2, 1:1) \| \| Schiedsrichter: Raoul Righi \|                                                                        | \| Finale \| \| 18. September 1960 in Mailand (Stadio San Siro) \| \| Ergebnis: 3:2 n. V. (2:2, 1:1) \| \| Schiedsrichter: Raoul Righi \|                                                                           | AC Florenz |
| Juventus Turin                                  | Giuseppe Vavassori – Guglielmo Burelli, Benito Sarti, Sergio Cervato, Flavio Emoli – Umberto Colombo, Bruno Nicolè, Gino Stacchini – Giampiero Boniperti, John Charles, Omar Sívori Cheftrainer: Renato Cesarini | Giuliano Sarti – Enzo Robotti, Sergio Castelletti, Dante Micheli, Alberto Orzan – Rino Marchesi, Luigi Milan, Dino da Costa – Kurt Hamrin, Miguel Montuori, Gianfranco Petris Cheftrainer: Lajos Czeizler ( Ungarn) | AC Florenz |
| Juventus Turin                                  | 1:0 John Charles (10.) 2:2 John Charles (73.) 3:2 Alberto Orzan (97., ET) | 1:1 Miguel Montuori (45.) 1:2 Dino da Costa (60.) | AC Florenz |
| Finale                                          | | |            |
| 18. September 1960 in Mailand (Stadio San Siro) | | |            |
| Ergebnis: 3:2 n. V. (2:2, 1:1)                  | | |            |
| Schiedsrichter: Raoul Righi                     | | |            |

## Siegermannschaft
| Juventus Turin | |
| Juventus Turin | - Tor: Carlo Mattrel (1/0); Giuseppe Vavassori (2/0) - Abwehr: Guglielmo Burelli (1/0); Ernesto Castano (1/0); Sergio Cervato (3/2); Bruno Garzena (2/0); Gianfranco Leoncini (2/0); Benito Sarti (2/0) - Mittelfeld: Umberto Colombo (4/1); Flavio Emoli (3/0); Severino Lojodice (2/1); Bruno Mazzia (1/0); Antonio Montico (1/0); Gino Stacchini (2/1) - Angriff: Giampiero Boniperti (3/0); John Charles (3/3); Bruno Nicolè (4/1); Ettore Ninni (2/0); Omar Sívori (4/3) - Trainer: Renato Cesarini |
| Quelle:        | |